# بوکستل
بوکستل (به هلندی: Boxtel) یک شهرستان در هلند است که در برابانت شمالی واقع شده‌است.

## خصوصیات
بوکستل ۸ متر بالاتر از سطح دریا واقع شده‌است.